# Philema Lemaire
Pour les articles homonymes, voir Lemaire.
Philema Lemaire, né à Verberie le 7 juillet 1856 et mort à Neuilly-sur-Seine le 6 mai 1932, est un administrateur colonial français.

## Biographie
Gouverneur des colonies et lieutenant-gouverneur du Congo en 1899, Gouverneur de la Martinique en 1902, Gouverneur des établissements français de l'Inde de 1904 à 1905, il est gouverneur général honoraire en 1911 et membre du Conseil supérieur des colonies.
Lemaire est député de l'Inde française de 1906 à 1910.